# Generalissimus
Generalissimus (łac. „najgłówniejszy, najbardziej nadrzędny”; stopień najwyższy od generalis, „ogólny, główny”) – stopień nadawany w niektórych państwach generałowi lub marszałkowi pełniącemu obowiązki naczelnego wodza, zwłaszcza na czas wojny, związany z szerokimi pełnomocnictwami. Nadawany też dowodzącym armiami sojuszniczymi, a także w wielu wypadkach w przeszłości osobom z rodzin królewskich i działaczom państwowym jako stopień honorowy.
Zwykle jest to tytuł (stopień) najwyższy w hierarchii wojskowej, wyższy niż marszałek. Spotykany w niektórych armiach w czasach współczesnych, w Polsce nienadawany.

## Historia
Pojawił się we Francji w XVI wieku. W 1569 król Francji Karol IX Walezjusz nadał stopień generalisimussa 18-letniemu bratu (późniejszemu Henrykowi III). W Rosji pierwszy stopień generalissimusa nadał Piotr I Wielki wojewodzie Aleksiejowi Siemionowiczowi Szeinowi w 1696, za walki o twierdzę Azow. Oficjalnie stopień ten został wprowadzony w Rosji Regulaminem wojskowym z 1716.
W Stanach Zjednoczonych za odpowiednik uznaje się stopień General of the Armies.

## Znane osoby noszące tytuł generalissimusa
- - Karol Ludwik Habsburg

Naramiennik generalissimusa Korei Północnej

Projekt (niewdrożony) naramiennika Generalissimusa Związku Radzieckiego

- Święte Cesarstwo Rzymskie, Austria
  - Albrecht von Wallenstein
- Dominikana
  - Rafael Leonidas Trujillo
- Francja
  - Ludwik II Burbon
  - Henri de Turenne
  - Claude de Villars
  - Nicolas Jean de Dieu Soult
- Grecja
  - Aleksandros Papagos
- Hiszpania
  - Francisco Franco
  - Juan de Austria
- KRL-D
  - Kim Ir Sen
  - Kim Dzong Il – pośmiertnie, 15 lutego 2012[1]
- Meksyk
  - José María Morelos
- Republika Zjednoczonych Prowincji
  - John Churchill (1. książę Marlborough)
- Portugalia
  - Michał Bragança
- Republika Chińska
  - Czang Kaj-szek
  - Sun Jat-sen
- Rosja
  - Aleksiej Szein
  - Aleksandr Mienszykow
  - Antoni Ulryk z Brunszwiku-Wolfenbüttel
  - Aleksandr Suworow
- Serbia
  - Radomir Putnik
- Stany Zjednoczone
  - George Washington – pośmiertnie, 1976 (General of the Armies)
  - John Pershing (General of the Armies)
- Wenezuela
  - Francisco de Miranda
- ZSRR
  - Józef Stalin – 27 czerwca 1945

## Galeria

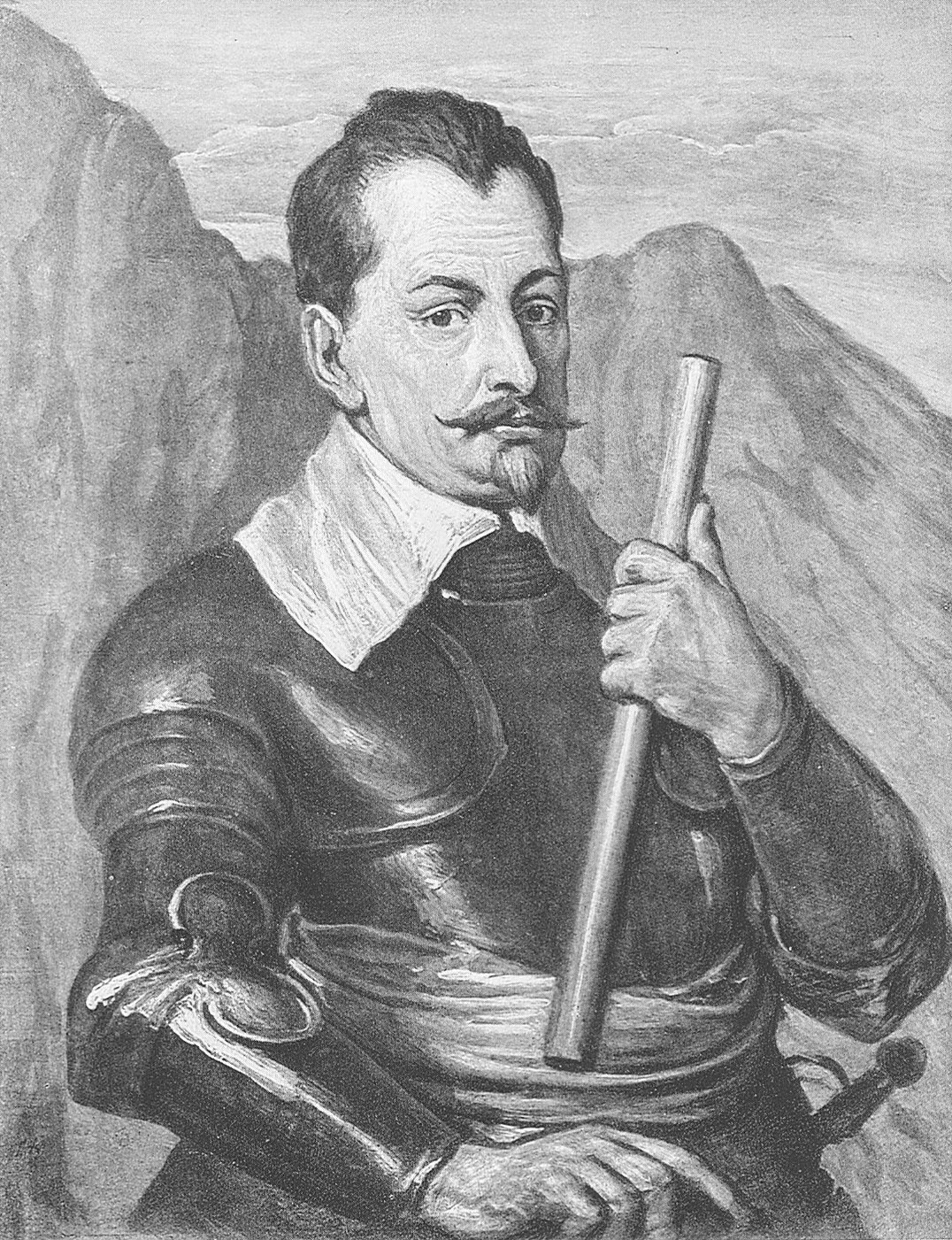
Albrecht von Wallenstein
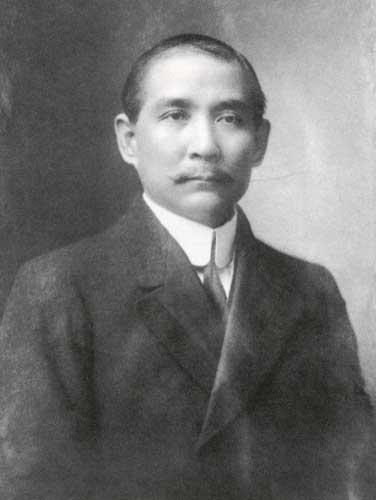
Sun Jat-sen
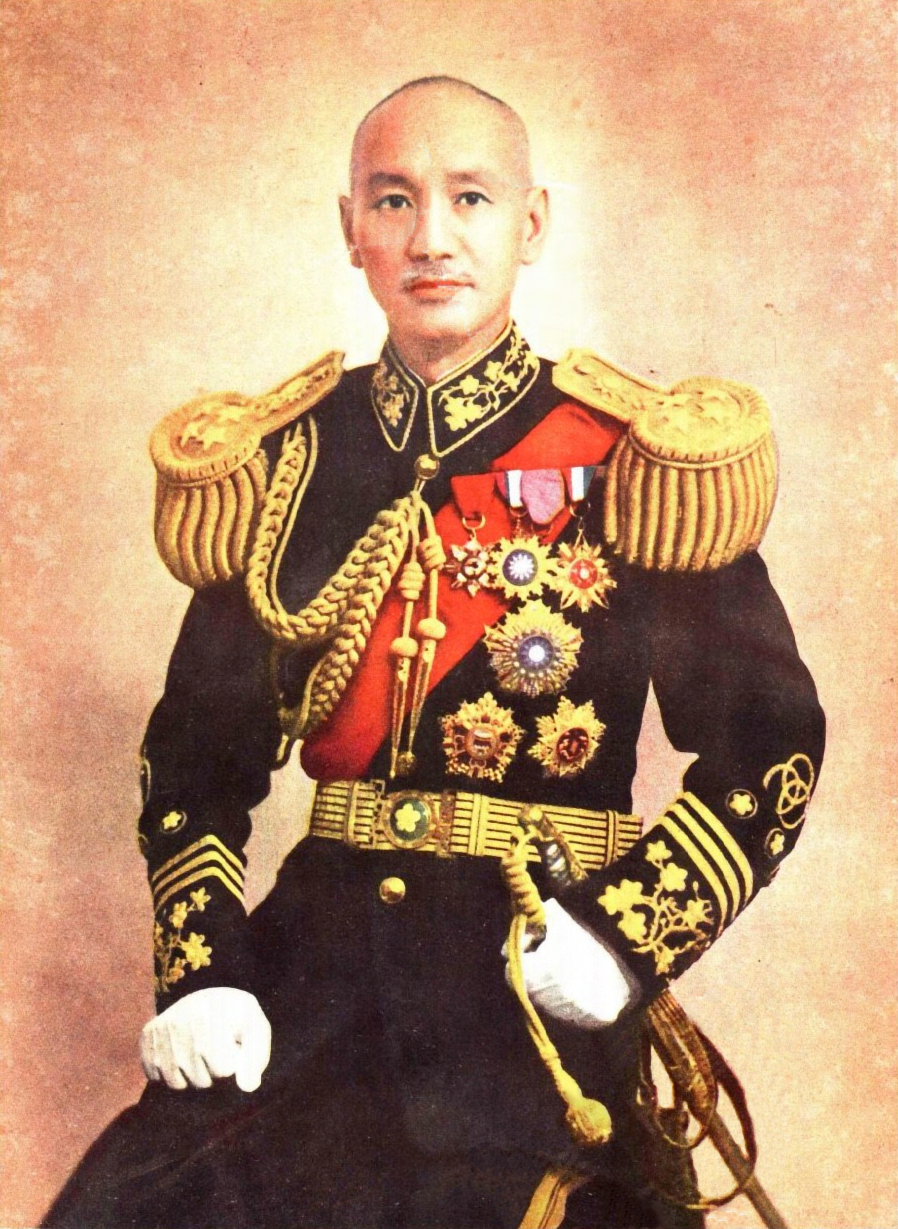
Czang Kaj-szek
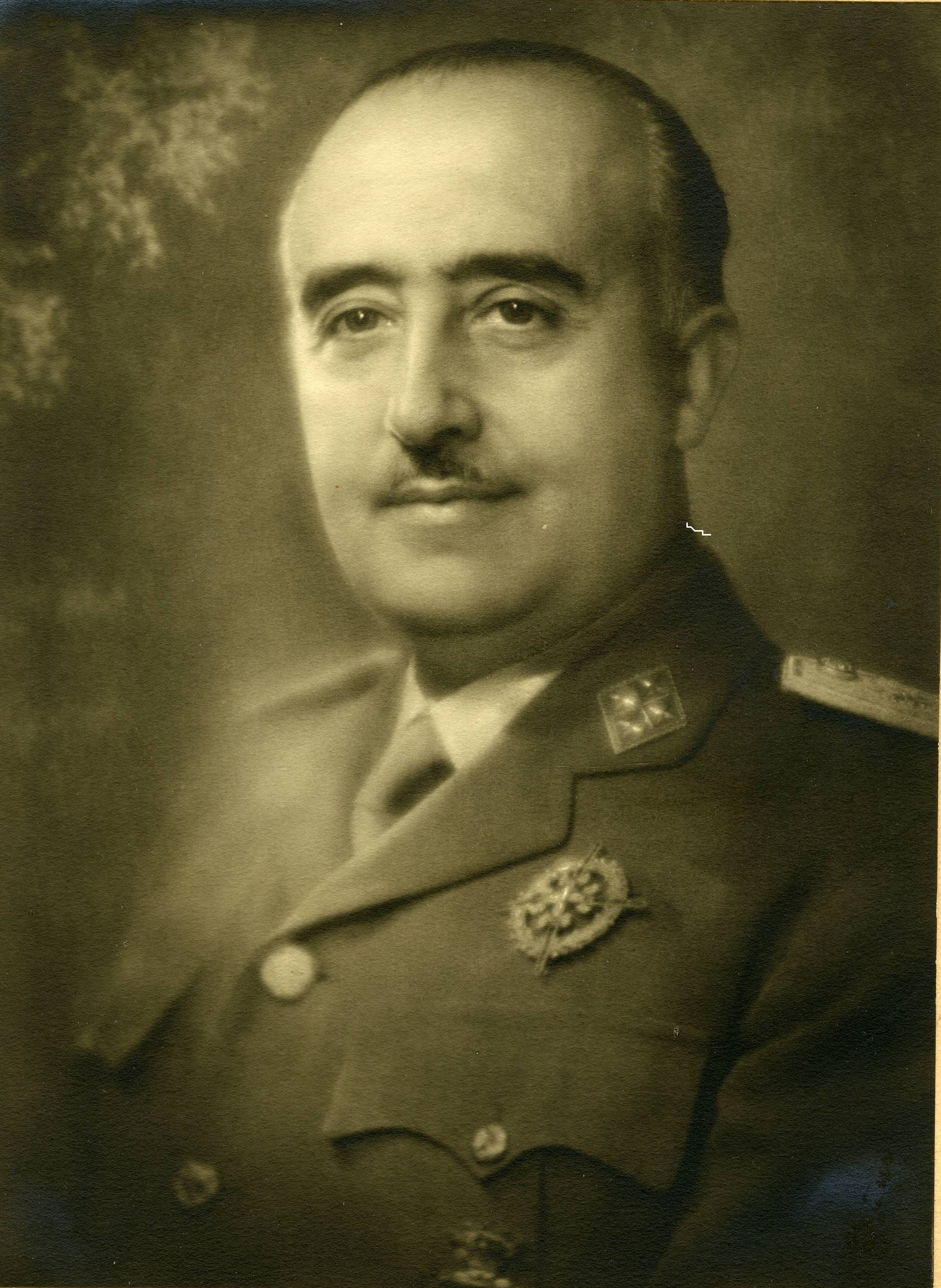
Francisco Franco
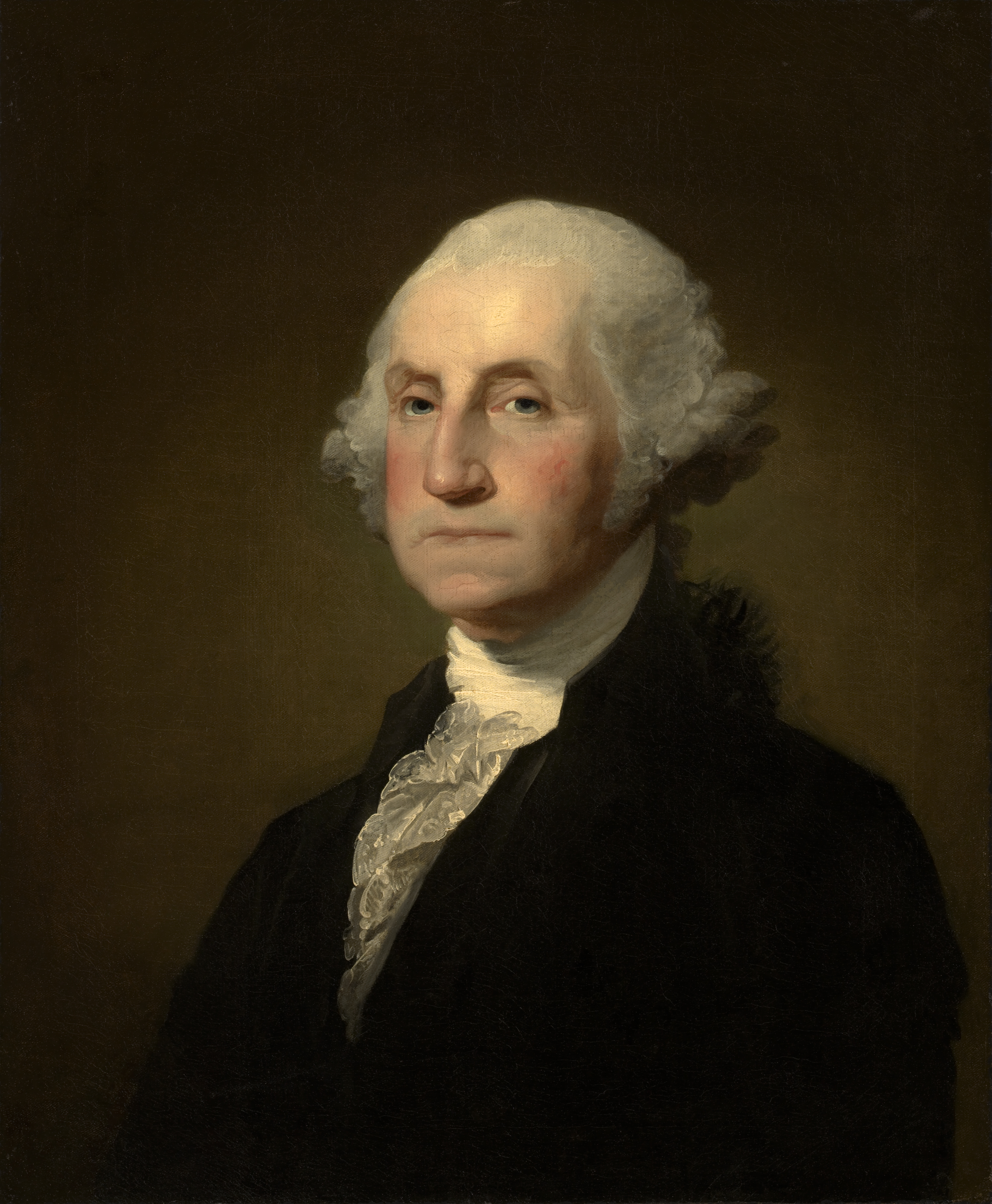
George Washington
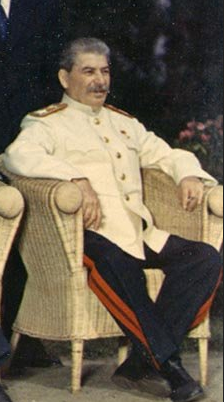
Józef Stalin
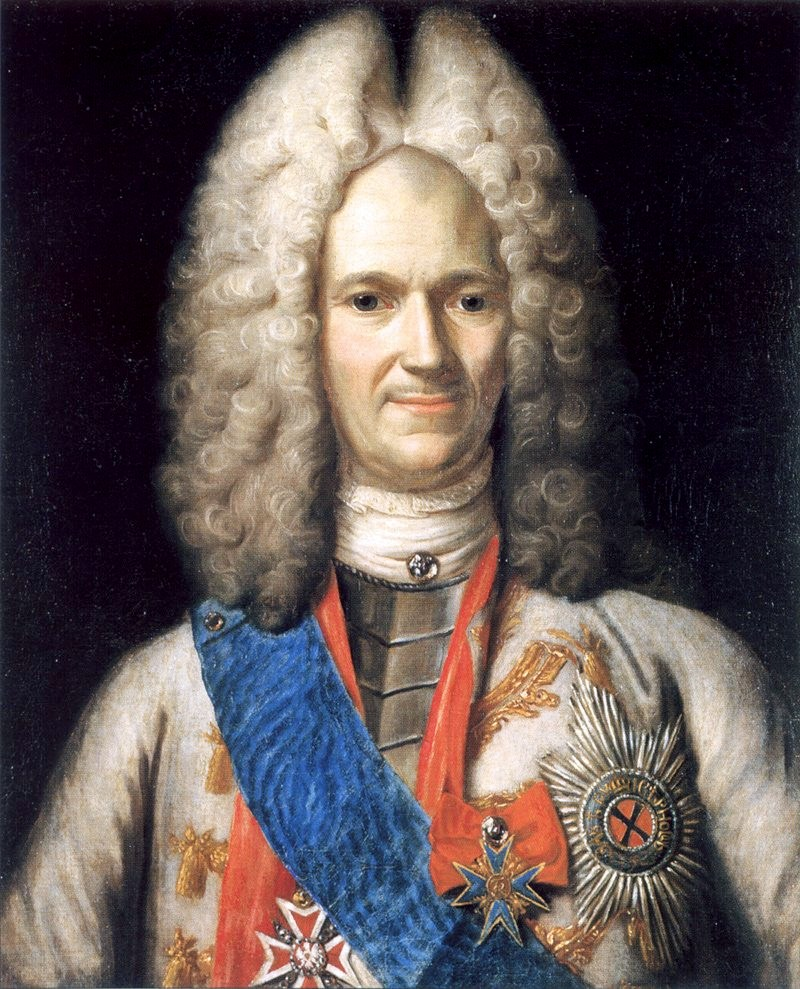
Aleksandr Mienszykow
Kim Il Sung
Kim Dzong Il